# Корзин, Александр Владимирович
Алекса́ндр Влади́мирович Ко́рзин (18 февраля 1937, Красавино, Вологодская область, РСФСР, СССР — 26 декабря 2022, Ярославль, Россия) — советский и российский художник, живописец и монументалист, член Союза художников СССР и России.
В 1960 году окончил Ярославское художественное училище.
В 1968 году окончил факультет монументального искусства Московского высшего художественно-промышленного училища.
Много работал в станковой живописи.
Участвовал в областных, региональных и всесоюзных выставках.